# Segunda División B de España 1999-2000
La temporada 1999–00 de la Segunda División B de España de fútbol corresponde a la 23.ª edición del campeonato y se disputó entre el 28 de agosto de 1999 y el 14 de mayo de 2000 en su fase regular. Posteriormente se disputó la promoción de ascenso entre el 20 de mayo y el 25 de junio.

## Sistema de competición
Participan ochenta clubes de toda la geografía española, encuadrados en cuatro grupos de veinte equipos según proximidad geográfica. Se enfrentan en cada grupo todos contra todos en dos ocasiones -una en campo propio y otra en campo contrario- durante un total de 38 jornadas. El orden de los encuentros se decide por sorteo antes de empezar la competición. La Real Federación Española de Fútbol es la responsable de designar a los árbitros de cada encuentro.
El ganador de un partido obtiene tres puntos, el perdedor no suma puntos, y en caso de un empate hay un punto para cada equipo. Al término del campeonato, el equipo que acumula más puntos en cada grupo se proclama campeón de Segunda División B y juega la promoción de ascenso; junto con los segundos, terceros y cuartos clasificados de cada grupo para ascender a Segunda División. Esta promoción tiene formato de liguilla con cuatro grupos en los que se emparejan equipos de distintos grupos y que hayan quedado en posiciones distintas.
Los cuatro últimos equipos clasificados de cada grupo descienden a Tercera División. Los decimosextos clasificados juegan la promoción por la permanencia que se disputa por eliminación directa a doble partido y los emparejamientos se determinan por sorteo. Los dos equipos derrotados se enfrentan en otra eliminatoria a doble partido en la que el perdedor pierde la categoría.

## Equipos de la temporada 1999/00
| Datos de ascensos y descensos |
| --- |
| FC Barcelona "B", Hércules CF, RCD Mallorca "B" y CD Ourense descienden de Segunda División A. Elche CF, Córdoba CF, Getafe CF y Levante UD ascienden a Segunda División A. Algeciras CF, Almería CF, Benidorm CD, RC Deportivo de La Coruña "B", CD Elgóibar, RCD Espanyol "B", CF Gavà, CD Isla Cristina, CD Lalín, UP Langreo, CD Lealtad, SD Lemona, Moralo CP, SD Noja, Palamós CF, UP Plasencia y CD Tropezón descienden a Tercera División. UD Alzira, Real Ávila CF, Coria CF, Deportivo Alavés "B", Dos Hermanas CF, CF Figueruelas, Gimnástica Segoviana, Guadix CF, CD Izarra, UD Lanzarote, RB Linense, Lorca CF, Novelda CF, SD Ponferradina, CE Premià, Real Unión Club y Zamora CF ascienden a Segunda División B. |

### Grupo I
En este grupo se encuentran los equipos de: Galicia (4), Asturias (4), Comunidad de Madrid (4), parte de Castilla y León (4) y Canarias (4).
| - CD Lugo - CD Ourense - Pontevedra CF - Racing de Ferrol - Real Avilés Industrial - Caudal Deportivo - Real Oviedo "B" - Real Sporting de Gijón "B" - CF Fuenlabrada - CD Móstoles |  | - Real Madrid CF "B" - UD San Sebastián de los Reyes - Real Ávila CF - Cultural Leonesa - Gimnástica Segoviana - SD Ponferradina - UD Lanzarote - CD Mensajero - UD Pájara-Playas de Jandía - Universidad LPGC CF |

### Grupo II
En este grupo se encuentran los equipos de: Cantabria (1), País Vasco (9), parte de Castilla y León (3), Navarra (2), La Rioja (1), Aragón (3) y parte de Castilla-La Mancha (1).
| - Gimnástica de Torrelavega - Amurrio Club - CD Aurrerá de Vitoria - Barakaldo CF - SD Beasáin - Club Bermeo - Athletic Club "B" - Deportivo Alavés "B" - SD Gernika - Real Unión Club |  | - Burgos CF - Real Valladolid CF "B" - Zamora CF - CD Izarra - Club Atlético Osasuna "B" - CD Calahorra - CD Binéfar - CF Figueruelas - Real Zaragoza "B" - UB Conquense |

### Grupo III
En este grupo se encuentran los equipos de: Cataluña (8), Comunidad Valenciana (7), Islas Baleares (1) y parte de la Región de Murcia (4).
| - FC Barcelona "B" - UE Figueres - Gimnàstic de Tarragona - UDA Gramenet - CE L'Hospitalet - CE Premià - CE Sabadell FC - Terrassa FC - UD Alzira - CD Castellón |  | - CF Gandía - Hércules CF - Novelda CF - Ontinyent CF - Valencia CF "B" - RCD Mallorca "B" - Cartagonova FC - Lorca CF - Real Murcia CF - Yeclano CF |

### Grupo IV
En este grupo se encuentran los equipos de: Andalucía (13), parte de la Región de Murcia (1), Extremadura (2), Castilla-La Mancha (2) y las ciudades autónomas de Ceuta (1) y Melilla (1).
| - Real Betis "B" - Cádiz CF - Coria CF - Dos Hermanas CF - Écija Balompié - Granada CF - Guadix CF - Real Jaén CF - RB Linense - Motril CF |  | - Polideportivo Almería - Sevilla FC "B" - Xerez CD - Águilas CF - CP Cacereño - Jerez CF - CD Manchego - Talavera CF - AD Ceuta - UD Melilla |

## Clasificaciones y resultados

### Grupo I

#### Clasificación
| Pos. | Equipo                           | Pts. | PJ | G  | E  | P  | GF | GC | Dif. | Clasificación                     |
| ---- | -------------------------------- | ---- | -- | -- | -- | -- | -- | -- | ---- | --------------------------------- |
| 1    | Universidad LPGC C. F. (A)       | 72   | 38 | 21 | 9  | 8  | 40 | 17 | +23  | Acceso a Promoción de ascenso     |
| 2    | C. D. Ourense                    | 69   | 38 | 20 | 9  | 9  | 48 | 29 | +19  | Acceso a Promoción de ascenso     |
| 3    | Racing de Ferrol (A)             | 68   | 38 | 19 | 11 | 8  | 69 | 24 | +45  | Acceso a Promoción de ascenso     |
| 4    | C. D. Mensajero                  | 66   | 38 | 19 | 9  | 10 | 53 | 35 | +18  | Acceso a Promoción de ascenso     |
| 5    | Real Madrid C. F. "B"            | 61   | 38 | 17 | 10 | 11 | 72 | 51 | +21  |                                   |
| 6    | U. D. San Sebastián de los Reyes | 58   | 38 | 16 | 10 | 12 | 51 | 42 | +9   |                                   |
| 7    | Pontevedra C. F.                 | 54   | 38 | 15 | 9  | 14 | 46 | 49 | −3   |                                   |
| 8    | C. D. Lugo                       | 52   | 38 | 14 | 10 | 14 | 42 | 46 | −4   |                                   |
| 9    | Cultural Leonesa                 | 51   | 38 | 13 | 12 | 13 | 52 | 50 | +2   |                                   |
| 10   | U. D. Pájara-Playas de Jandía    | 51   | 38 | 13 | 12 | 13 | 52 | 51 | +1   |                                   |
| 11   | Real Ávila C. F.                 | 51   | 38 | 13 | 12 | 13 | 47 | 54 | −7   |                                   |
| 12   | Sporting de Gijón "B"            | 51   | 38 | 13 | 12 | 13 | 48 | 51 | −3   |                                   |
| 13   | C. F. Fuenlabrada                | 50   | 38 | 13 | 11 | 14 | 42 | 47 | −5   |                                   |
| 14   | Caudal Deportivo                 | 45   | 38 | 11 | 12 | 15 | 37 | 56 | −19  |                                   |
| 15   | S. D. Ponferradina               | 44   | 38 | 12 | 8  | 18 | 34 | 55 | −21  |                                   |
| 16   | Real Avilés Industrial (D)       | 43   | 38 | 10 | 13 | 15 | 38 | 43 | −5   | Acceso a Promoción de permanencia |
| 17   | U. D. Lanzarote (D)              | 42   | 38 | 10 | 12 | 16 | 47 | 54 | −7   | Descenso a Tercera División       |
| 18   | Real Oviedo "B" (D)              | 39   | 38 | 10 | 9  | 19 | 37 | 50 | −13  | Descenso a Tercera División       |
| 19   | Gimnástica Segoviana (D)         | 35   | 38 | 7  | 14 | 17 | 20 | 47 | −27  | Descenso a Tercera División       |
| 20   | C. D. Móstoles (D)               | 32   | 38 | 8  | 8  | 22 | 34 | 58 | −24  | Descenso a Tercera División       |

 Fuente: BDFutbol
Criterios de clasificación: Puntos · Enfrentamientos directos · Diferencia de goles · Goles a favor · Play-off

#### Resultados
| Local \ Visitante                | AVA | AVE | CAU | CUL | FUE | GIM | LAN | LUG | MEN | MOS | OUR | OVI | PAJ | POF | POT | RFE | RMA | SAS | SPO | ULP |
| -------------------------------- | --- | --- | --- | --- | --- | --- | --- | --- | --- | --- | --- | --- | --- | --- | --- | --- | --- | --- | --- | --- |
| Real Ávila C. F.                 | —   | 2–2 | 0–0 | 1–1 | 3–2 | 0–0 | 3–1 | 0–0 | 0–1 | 0–1 | 1–1 | 3–2 | 2–2 | 0–1 | 2–1 | 0–2 | 2–2 | 2–1 | 1–2 | 2–1 |
| Real Avilés Industrial           | 0–1 | —   | 0–0 | 2–3 | 0–0 | 1–1 | 2–1 | 2–1 | 1–2 | 4–2 | 3–0 | 1–2 | 0–0 | 0–1 | 2–2 | 0–3 | 0–1 | 1–2 | 1–2 | 0–0 |
| Caudal Deportivo                 | 3–1 | 2–1 | —   | 0–1 | 0–3 | 2–0 | 2–2 | 2–2 | 1–0 | 2–1 | 0–0 | 1–1 | 3–2 | 0–0 | 2–0 | 1–0 | 3–1 | 1–1 | 0–2 | 1–0 |
| Cultural Leonesa                 | 3–0 | 2–0 | 2–2 | —   | 1–0 | 1–2 | 0–0 | 0–2 | 2–1 | 2–1 | 3–2 | 1–2 | 6–2 | 2–1 | 2–4 | 1–1 | 2–1 | 3–1 | 0–0 | 0–1 |
| C. F. Fuenlabrada                | 1–0 | 1–1 | 2–2 | 2–0 | —   | 1–1 | 1–0 | 3–2 | 1–2 | 2–1 | 0–0 | 1–2 | 4–0 | 1–0 | 2–1 | 0–1 | 1–0 | 1–1 | 1–1 | 0–1 |
| Gimnástica Segoviana             | 0–1 | 1–1 | 1–0 | 1–0 | 1–1 | —   | 0–0 | 0–1 | 0–1 | 1–0 | 1–2 | 0–1 | 0–1 | 0–0 | 0–0 | 0–4 | 1–0 | 1–2 | 1–1 | 0–0 |
| U. D. Lanzarote                  | 4–1 | 1–0 | 1–1 | 2–2 | 3–0 | 3–1 | —   | 2–2 | 0–0 | 2–0 | 1–0 | 0–1 | 0–0 | 4–0 | 2–3 | 2–1 | 4–2 | 1–1 | 2–1 | 0–0 |
| C. D. Lugo                       | 2–0 | 2–1 | 1–0 | 1–1 | 2–1 | 1–0 | 1–0 | —   | 0–0 | 1–1 | 0–1 | 2–1 | 3–0 | 1–1 | 3–1 | 1–2 | 0–0 | 1–1 | 0–4 | 0–1 |
| C. D. Mensajero                  | 2–2 | 2–0 | 7–0 | 1–0 | 2–1 | 4–0 | 1–0 | 2–1 | —   | 0–0 | 0–2 | 1–0 | 1–1 | 3–1 | 0–1 | 2–1 | 0–1 | 0–3 | 3–0 | 0–0 |
| C. D. Móstoles                   | 2–1 | 0–1 | 3–1 | 3–3 | 1–2 | 0–1 | 1–0 | 2–1 | 0–0 | —   | 0–1 | 1–1 | 1–0 | 1–2 | 1–1 | 1–0 | 1–2 | 1–2 | 1–1 | 0–1 |
| C. D. Ourense                    | 1–1 | 0–0 | 2–0 | 0–0 | 2–0 | 2–0 | 5–1 | 1–0 | 1–0 | 4–0 | —   | 1–1 | 1–0 | 1–2 | 2–0 | 1–0 | 2–2 | 1–0 | 2–0 | 1–0 |
| Real Oviedo "B"                  | 4–1 | 0–1 | 0–0 | 4–1 | 1–2 | 0–0 | 2–1 | 0–1 | 0–1 | 1–2 | 1–4 | —   | 1–1 | 2–0 | 1–1 | 0–0 | 3–2 | 0–2 | 2–2 | 0–1 |
| U. D. Pájara-Playas de Jandía    | 1–2 | 1–1 | 5–0 | 1–0 | 1–1 | 2–1 | 1–1 | 4–0 | 0–0 | 3–2 | 0–1 | 4–0 | —   | 2–1 | 3–1 | 2–1 | 1–1 | 2–1 | 4–0 | 0–2 |
| S. D. Ponferradina               | 1–2 | 0–2 | 0–1 | 1–1 | 2–0 | 2–3 | 2–0 | 1–0 | 1–3 | 0–0 | 1–0 | 1–0 | 2–0 | —   | 2–1 | 1–0 | 2–2 | 0–1 | 1–3 | 0–1 |
| Pontevedra C. F.                 | 1–3 | 0–2 | 3–2 | 1–1 | 0–0 | 3–0 | 1–0 | 3–2 | 3–1 | 1–0 | 1–0 | 1–0 | 2–0 | 2–1 | —   | 0–0 | 1–2 | 0–1 | 2–0 | 0–1 |
| Racing de Ferrol                 | 2–0 | 0–0 | 2–1 | 3–1 | 5–1 | 5–0 | 5–0 | 0–1 | 4–0 | 3–0 | 2–0 | 2–0 | 4–1 | 5–0 | 2–2 | —   | 1–1 | 3–1 | 1–1 | 0–0 |
| Real Madrid C. F. "B"            | 2–2 | 1–2 | 4–1 | 2–4 | 0–1 | 4–1 | 3–2 | 2–2 | 3–1 | 4–0 | 5–1 | 1–0 | 1–1 | 5–0 | 4–0 | 0–0 | —   | 2–0 | 3–1 | 2–1 |
| U. D. San Sebastián de los Reyes | 1–3 | 1–1 | 1–0 | 0–0 | 1–1 | 0–0 | 2–1 | 3–0 | 2–2 | 2–0 | 2–1 | 2–0 | 1–3 | 5–2 | 0–1 | 1–1 | 3–1 | —   | 0–2 | 0–1 |
| Sporting de Gijón "B"            | 1–2 | 1–2 | 2–0 | 1–0 | 3–1 | 0–0 | 1–1 | 2–0 | 1–5 | 3–2 | 1–1 | 2–1 | 1–1 | 1–1 | 1–1 | 1–3 | 3–1 | 0–2 | —   | 0–1 |
| Universidad LPGC C. F.           | 0–0 | 2–0 | 2–0 | 1–0 | 3–0 | 0–0 | 5–2 | 1–2 | 1–2 | 2–1 | 0–1 | 2–0 | 2–0 | 0–0 | 2–0 | 0–0 | 1–2 | 2–1 | 1–0 | —   |

### Grupo II

#### Clasificación
| Pos. | Equipo                        | Pts. | PJ | G  | E  | P  | GF | GC | Dif. | Clasificación                     |
| ---- | ----------------------------- | ---- | -- | -- | -- | -- | -- | -- | ---- | --------------------------------- |
| 1    | Gimnástica de Torrelavega     | 78   | 38 | 23 | 9  | 6  | 59 | 18 | +41  | Acceso a Promoción de ascenso     |
| 2    | Real Zaragoza "B"             | 71   | 38 | 20 | 11 | 7  | 53 | 29 | +24  | Acceso a Promoción de ascenso     |
| 3    | Burgos C. F.                  | 70   | 38 | 19 | 13 | 6  | 58 | 26 | +32  | Acceso a Promoción de ascenso     |
| 4    | Barakaldo C. F.               | 64   | 38 | 18 | 10 | 10 | 47 | 28 | +19  | Acceso a Promoción de ascenso     |
| 5    | C. D. Aurrera de Vitoria      | 60   | 38 | 17 | 9  | 12 | 48 | 28 | +20  |                                   |
| 6    | S. D. Beasain                 | 59   | 38 | 16 | 11 | 11 | 41 | 38 | +3   |                                   |
| 7    | Amurrio Club                  | 57   | 38 | 16 | 9  | 13 | 42 | 33 | +9   |                                   |
| 8    | Athletic Club "B"             | 55   | 38 | 15 | 10 | 13 | 45 | 35 | +10  |                                   |
| 9    | C. D. Calahorra               | 51   | 38 | 13 | 12 | 13 | 51 | 50 | +1   |                                   |
| 10   | U. B. Conquense               | 50   | 38 | 13 | 11 | 14 | 38 | 53 | −15  |                                   |
| 11   | Deportivo Alavés "B"          | 50   | 38 | 14 | 8  | 16 | 49 | 50 | −1   |                                   |
| 12   | Zamora C. F.                  | 50   | 38 | 12 | 14 | 12 | 38 | 32 | +6   |                                   |
| 13   | S. D. Gernika                 | 47   | 38 | 12 | 11 | 15 | 45 | 46 | −1   |                                   |
| 14   | C. D. Binéfar                 | 47   | 38 | 12 | 11 | 15 | 37 | 38 | −1   |                                   |
| 15   | C. A. Osasuna "B"             | 46   | 38 | 12 | 10 | 16 | 38 | 49 | −11  |                                   |
| 16   | Real Unión Club               | 45   | 38 | 13 | 6  | 19 | 42 | 53 | −11  | Acceso a Promoción de permanencia |
| 17   | Club Bermeo (D)               | 42   | 38 | 10 | 12 | 16 | 34 | 51 | −17  | Descenso a Tercera División       |
| 18   | Real Valladolid C. F. "B" (D) | 34   | 38 | 9  | 7  | 22 | 27 | 63 | −36  | Descenso a Tercera División       |
| 19   | C. F. Figueruelas (D)         | 33   | 38 | 8  | 9  | 21 | 34 | 66 | −32  | Descenso a Tercera División       |
| 20   | C. D. Izarra (D)              | 31   | 38 | 8  | 7  | 23 | 27 | 67 | −40  | Descenso a Tercera División       |

 Fuente: BDFutbol
Criterios de clasificación: Puntos · Enfrentamientos directos · Diferencia de goles · Goles a favor · Play-off

#### Resultados
| Local \ Visitante         | ALV | AMU | ATH | AUR | BAR | BEA | BER | BIN | BUR | CAL | CON | FIG | GER | GIM | IZA | OSA | RUN | VAL | ZAM | ZAR |
| ------------------------- | --- | --- | --- | --- | --- | --- | --- | --- | --- | --- | --- | --- | --- | --- | --- | --- | --- | --- | --- | --- |
| Deportivo Alavés "B"      | —   | 1–2 | 1–4 | 0–0 | 1–1 | 4–0 | 0–1 | 1–0 | 1–3 | 1–2 | 0–2 | 1–1 | 1–3 | 1–0 | 0–1 | 1–0 | 1–0 | 2–2 | 2–1 | 0–2 |
| Amurrio Club              | 3–1 | —   | 2–0 | 0–0 | 1–0 | 1–2 | 4–1 | 2–1 | 0–1 | 0–1 | 5–2 | 2–0 | 0–0 | 1–0 | 2–0 | 3–0 | 0–2 | 2–1 | 1–1 | 1–3 |
| Athletic Club "B"         | 1–1 | 0–0 | —   | 2–3 | 2–0 | 0–3 | 1–0 | 1–0 | 3–0 | 4–0 | 0–0 | 1–1 | 3–0 | 0–0 | 6–0 | 2–2 | 2–0 | 0–2 | 2–1 | 1–2 |
| C. D. Aurrera de Vitoria  | 2–0 | 2–0 | 2–1 | —   | 0–0 | 0–0 | 0–1 | 1–0 | 1–1 | 3–1 | 2–2 | 3–0 | 2–0 | 1–1 | 1–0 | 1–2 | 0–1 | 6–0 | 3–0 | 2–0 |
| Barakaldo C. F.           | 1–2 | 0–0 | 1–0 | 2–0 | —   | 3–1 | 2–1 | 3–0 | 1–0 | 4–2 | 1–0 | 3–1 | 2–1 | 0–0 | 3–1 | 3–0 | 1–0 | 4–0 | 0–1 | 3–0 |
| S. D. Beasain             | 1–0 | 1–0 | 0–1 | 2–0 | 1–0 | —   | 1–1 | 0–1 | 0–1 | 0–2 | 3–0 | 4–2 | 2–2 | 1–0 | 4–0 | 2–2 | 3–1 | 0–0 | 0–0 | 2–1 |
| Club Bermeo               | 1–3 | 0–1 | 2–0 | 2–1 | 1–1 | 0–1 | —   | 0–0 | 0–1 | 1–1 | 1–3 | 1–0 | 0–0 | 2–2 | 2–1 | 3–1 | 0–0 | 0–1 | 2–1 | 1–2 |
| C. D. Binéfar             | 2–1 | 0–1 | 0–1 | 0–2 | 0–1 | 3–0 | 2–1 | —   | 0–0 | 1–1 | 1–1 | 1–1 | 2–1 | 1–1 | 2–1 | 2–0 | 2–1 | 7–0 | 1–0 | 0–0 |
| Burgos C. F.              | 1–0 | 1–0 | 2–0 | 1–1 | 3–0 | 0–0 | 0–0 | 0–0 | —   | 0–2 | 5–0 | 5–0 | 4–1 | 1–1 | 4–0 | 0–0 | 1–1 | 1–0 | 2–2 | 1–2 |
| C. D. Calahorra           | 3–1 | 0–0 | 2–0 | 1–0 | 1–1 | 0–0 | 2–0 | 2–1 | 1–1 | —   | 1–2 | 5–0 | 3–2 | 0–2 | 0–2 | 2–2 | 3–0 | 3–0 | 0–0 | 1–1 |
| U. B. Conquense           | 1–1 | 0–1 | 1–2 | 2–1 | 1–0 | 2–2 | 3–3 | 1–1 | 1–5 | 1–0 | —   | 3–1 | 1–0 | 0–1 | 1–2 | 0–0 | 0–2 | 0–0 | 0–0 | 0–0 |
| C. F. Figueruelas         | 0–4 | 1–0 | 1–1 | 0–1 | 1–0 | 0–1 | 0–2 | 2–2 | 0–2 | 2–1 | 0–1 | —   | 2–2 | 2–2 | 5–0 | 1–0 | 1–3 | 1–1 | 0–2 | 0–1 |
| S. D. Gernika             | 1–1 | 1–1 | 0–0 | 0–2 | 2–0 | 2–0 | 0–0 | 1–0 | 0–2 | 3–2 | 3–1 | 1–1 | —   | 0–1 | 4–0 | 1–2 | 4–0 | 2–0 | 1–0 | 1–1 |
| Gimnástica de Torrelavega | 0–0 | 1–0 | 2–0 | 1–0 | 1–0 | 1–0 | 4–0 | 5–1 | 3–1 | 3–0 | 2–0 | 2–0 | 3–0 | —   | 3–0 | 1–1 | 2–0 | 3–0 | 2–0 | 1–0 |
| C. D. Izarra              | 0–1 | 3–1 | 1–2 | 0–2 | 1–1 | 0–0 | 4–0 | 0–1 | 0–0 | 3–3 | 1–0 | 1–0 | 1–1 | 0–2 | —   | 1–3 | 1–0 | 0–0 | 0–0 | 0–2 |
| C. A. Osasuna "B"         | 0–2 | 2–1 | 1–0 | 0–0 | 0–0 | 0–1 | 3–1 | 2–1 | 1–0 | 3–1 | 0–1 | 1–2 | 1–2 | 0–4 | 2–0 | —   | 2–2 | 1–0 | 0–1 | 2–4 |
| Real Unión Club           | 3–5 | 2–3 | 0–0 | 0–3 | 1–2 | 2–1 | 0–1 | 0–1 | 1–1 | 1–0 | 1–2 | 3–1 | 1–0 | 0–1 | 2–1 | 1–0 | —   | 4–0 | 2–0 | 2–0 |
| Real Valladolid C. F. "B" | 0–3 | 1–1 | 1–2 | 2–0 | 1–3 | 0–1 | 1–1 | 2–0 | 1–3 | 3–0 | 1–2 | 1–2 | 0–3 | 1–0 | 2–1 | 0–1 | 2–0 | —   | 0–2 | 0–1 |
| Zamora C. F.              | 1–2 | 0–0 | 1–0 | 1–0 | 0–0 | 6–1 | 0–0 | 0–0 | 2–3 | 2–2 | 0–1 | 2–1 | 2–0 | 3–1 | 1–0 | 0–0 | 3–0 | 0–1 | —   | 2–2 |
| Real Zaragoza "B"         | 4–2 | 1–0 | 0–0 | 2–0 | 0–0 | 0–0 | 4–1 | 1–0 | 0–1 | 0–0 | 4–0 | 0–1 | 2–0 | 1–0 | 4–0 | 2–1 | 3–3 | 1–0 | 0–0 | —   |

### Grupo III

#### Clasificación
| Pos. | Equipo                 | Pts. | PJ | G  | E  | P  | GF | GC | Dif. | Clasificación                     |
| ---- | ---------------------- | ---- | -- | -- | -- | -- | -- | -- | ---- | --------------------------------- |
| 1    | C. F. Gandía           | 68   | 38 | 19 | 11 | 8  | 50 | 30 | +20  | Acceso a Promoción de ascenso     |
| 2    | Real Murcia C. F. (A)  | 65   | 38 | 16 | 17 | 5  | 56 | 35 | +21  | Acceso a Promoción de ascenso     |
| 3    | U. D. A. Gramenet      | 65   | 38 | 19 | 8  | 11 | 59 | 35 | +24  | Acceso a Promoción de ascenso     |
| 4    | Hércules C. F.         | 64   | 38 | 17 | 13 | 8  | 49 | 35 | +14  | Acceso a Promoción de ascenso     |
| 5    | R. C. D. Mallorca "B"  | 63   | 38 | 15 | 18 | 5  | 56 | 33 | +23  |                                   |
| 6    | U. E. Figueres         | 60   | 38 | 17 | 9  | 12 | 48 | 39 | +9   |                                   |
| 7    | C. D. Castellón        | 58   | 38 | 16 | 10 | 12 | 48 | 44 | +4   |                                   |
| 8    | Cartagonova F. C.      | 56   | 38 | 14 | 14 | 10 | 41 | 36 | +5   |                                   |
| 9    | Gimnàstic de Tarragona | 52   | 38 | 14 | 10 | 14 | 43 | 44 | −1   |                                   |
| 10   | C. E. L'Hospitalet     | 48   | 38 | 11 | 15 | 12 | 44 | 38 | +6   |                                   |
| 11   | F. C. Barcelona "B"    | 48   | 38 | 12 | 12 | 14 | 61 | 58 | +3   |                                   |
| 12   | C. E. Premià           | 47   | 38 | 12 | 11 | 15 | 42 | 52 | −10  |                                   |
| 13   | C. E. Sabadell F. C.   | 46   | 38 | 10 | 16 | 12 | 35 | 44 | −9   |                                   |
| 14   | U. D. Alzira           | 44   | 38 | 11 | 11 | 16 | 31 | 35 | −4   |                                   |
| 15   | Terrassa F. C.         | 42   | 38 | 10 | 12 | 16 | 35 | 53 | −18  |                                   |
| 16   | Novelda C. F.          | 42   | 38 | 11 | 9  | 18 | 33 | 52 | −19  | Acceso a Promoción de permanencia |
| 17   | Valencia C. F. "B" (D) | 40   | 38 | 9  | 13 | 16 | 48 | 59 | −11  | Descenso a Tercera División       |
| 18   | Yeclano C. F. (D)      | 38   | 38 | 10 | 8  | 20 | 39 | 51 | −12  | Descenso a Tercera División       |
| 19   | Ontinyent C. F. (D)    | 38   | 38 | 9  | 11 | 18 | 47 | 64 | −17  | Descenso a Tercera División       |
| 20   | Lorca C. F. (D)        | 36   | 38 | 8  | 12 | 18 | 31 | 59 | −28  | Descenso a Tercera División       |

 Fuente: BDFutbol
Criterios de clasificación: Puntos · Enfrentamientos directos · Diferencia de goles · Goles a favor · Play-off

#### Resultados
| Local \ Visitante      | ALZ | BAR | CAR | CAS | FIG | GAN | GIM | GRA | HER | HOS | LOR | MAL | MUR | NOV | ONT | PRE | SAB | TER | VAL | YEC |
| ---------------------- | --- | --- | --- | --- | --- | --- | --- | --- | --- | --- | --- | --- | --- | --- | --- | --- | --- | --- | --- | --- |
| U. D. Alzira           | —   | 4–0 | 0–0 | 0–1 | 1–1 | 0–0 | 1–1 | 0–2 | 1–0 | 0–0 | 1–0 | 0–2 | 0–1 | 1–2 | 3–1 | 2–1 | 0–1 | 1–0 | 0–0 | 1–0 |
| F. C. Barcelona "B"    | 0–2 | —   | 5–1 | 1–0 | 0–2 | 0–2 | 2–1 | 1–3 | 3–3 | 2–2 | 3–1 | 2–2 | 3–3 | 2–0 | 8–2 | 1–3 | 1–1 | 5–1 | 1–1 | 0–0 |
| Cartagonova F. C.      | 2–1 | 2–1 | —   | 1–0 | 2–0 | 0–0 | 0–1 | 1–0 | 0–1 | 1–0 | 1–2 | 1–1 | 2–0 | 1–0 | 0–3 | 4–0 | 1–2 | 0–0 | 0–0 | 1–2 |
| C. D. Castellón        | 1–2 | 2–1 | 1–0 | —   | 5–1 | 3–0 | 2–2 | 0–1 | 1–0 | 4–3 | 1–1 | 3–2 | 2–1 | 4–0 | 0–2 | 1–1 | 1–2 | 1–0 | 0–0 | 2–1 |
| U. E. Figueres         | 1–0 | 0–1 | 1–1 | 2–0 | —   | 3–0 | 1–2 | 2–0 | 2–2 | 2–0 | 3–0 | 1–0 | 2–4 | 1–0 | 3–1 | 0–1 | 3–1 | 0–0 | 1–0 | 1–0 |
| C. F. Gandía           | 1–0 | 1–1 | 1–2 | 0–0 | 2–1 | —   | 0–1 | 0–1 | 1–1 | 2–1 | 1–0 | 0–0 | 0–0 | 0–0 | 1–0 | 3–1 | 5–0 | 3–1 | 3–1 | 3–1 |
| Gimnàstic de Tarragona | 0–1 | 1–2 | 2–0 | 0–1 | 1–2 | 0–1 | —   | 0–0 | 1–2 | 0–0 | 2–2 | 0–0 | 2–2 | 1–2 | 2–0 | 1–0 | 1–0 | 0–0 | 1–0 | 0–2 |
| U. D. A. Gramenet      | 3–2 | 1–4 | 3–3 | 4–0 | 4–1 | 3–0 | 2–1 | —   | 3–0 | 1–0 | 2–0 | 1–1 | 0–0 | 2–0 | 4–1 | 2–1 | 1–2 | 1–2 | 1–2 | 0–1 |
| Hércules C. F.         | 2–0 | 2–1 | 0–0 | 1–2 | 1–0 | 1–0 | 0–0 | 0–0 | —   | 1–1 | 1–0 | 1–2 | 0–3 | 3–0 | 4–1 | 1–1 | 2–2 | 3–0 | 1–1 | 1–0 |
| C. E. L'Hospitalet     | 3–0 | 0–0 | 1–0 | 0–0 | 1–0 | 0–0 | 4–2 | 0–2 | 0–1 | —   | 2–0 | 2–0 | 1–1 | 1–0 | 2–2 | 0–1 | 1–1 | 4–3 | 4–0 | 5–2 |
| Lorca C. F.            | 1–1 | 2–2 | 1–3 | 2–0 | 1–1 | 0–3 | 2–1 | 1–0 | 3–2 | 1–1 | —   | 0–3 | 0–2 | 1–2 | 1–0 | 0–1 | 1–1 | 2–1 | 1–1 | 1–0 |
| R. C. D. Mallorca "B"  | 3–2 | 0–0 | 0–0 | 1–1 | 2–0 | 5–2 | 0–1 | 0–0 | 1–2 | 1–0 | 0–0 | —   | 1–1 | 1–0 | 1–1 | 1–1 | 1–0 | 3–0 | 3–2 | 2–0 |
| Real Murcia C. F.      | 1–0 | 3–1 | 1–1 | 1–2 | 2–2 | 0–0 | 2–3 | 2–1 | 1–1 | 2–1 | 1–0 | 2–2 | —   | 2–0 | 1–1 | 2–0 | 3–0 | 0–0 | 3–0 | 2–1 |
| Novelda C. F.          | 0–0 | 1–0 | 1–1 | 2–2 | 1–1 | 0–4 | 1–2 | 1–1 | 2–1 | 1–0 | 1–1 | 1–3 | 2–1 | —   | 4–1 | 0–2 | 1–1 | 0–1 | 0–2 | 2–1 |
| Ontinyent C. F.        | 0–0 | 0–1 | 0–1 | 0–1 | 0–1 | 0–1 | 0–2 | 1–1 | 0–1 | 1–1 | 1–0 | 3–3 | 1–1 | 2–1 | —   | 3–1 | 2–0 | 1–1 | 5–5 | 2–1 |
| C. E. Premià           | 1–0 | 2–2 | 2–2 | 3–2 | 2–1 | 1–3 | 2–3 | 2–1 | 0–2 | 1–2 | 3–1 | 0–0 | 0–0 | 0–0 | 2–1 | —   | 2–2 | 0–1 | 3–1 | 0–3 |
| C. E. Sabadell F. C.   | 0–0 | 1–2 | 0–0 | 1–0 | 0–0 | 1–1 | 4–0 | 1–0 | 0–0 | 0–0 | 1–1 | 0–2 | 0–0 | 0–3 | 1–2 | 3–1 | —   | 0–1 | 1–0 | 1–2 |
| Terrassa F. C.         | 0–2 | 1–0 | 2–4 | 1–1 | 1–2 | 1–3 | 1–3 | 0–3 | 1–1 | 0–0 | 3–0 | 0–0 | 1–2 | 2–1 | 1–1 | 1–0 | 1–1 | —   | 3–3 | 0–1 |
| Valencia C. F. "B"     | 1–0 | 3–2 | 0–0 | 3–0 | 0–0 | 0–1 | 2–1 | 1–2 | 0–2 | 1–1 | 6–0 | 2–6 | 2–3 | 0–1 | 1–4 | 0–0 | 1–1 | 1–2 | —   | 2–1 |
| Yeclano C. F.          | 2–2 | 2–0 | 1–2 | 1–1 | 0–3 | 0–2 | 1–1 | 1–3 | 1–2 | 2–0 | 1–1 | 1–1 | 0–0 | 3–0 | 2–1 | 0–0 | 1–2 | 0–1 | 1–3 | —   |

### Grupo IV

#### Clasificación
| Pos. | Equipo                | Pts. | PJ | G  | E  | P  | GF | GC | Dif. | Clasificación                     |
| ---- | --------------------- | ---- | -- | -- | -- | -- | -- | -- | ---- | --------------------------------- |
| 1    | Granada C. F.         | 73   | 38 | 21 | 10 | 7  | 54 | 28 | +26  | Acceso a Promoción de ascenso     |
| 2    | A. D. Ceuta           | 73   | 38 | 20 | 13 | 5  | 54 | 27 | +27  | Acceso a Promoción de ascenso     |
| 3    | Xerez C. D.           | 69   | 38 | 20 | 9  | 9  | 54 | 33 | +21  | Acceso a Promoción de ascenso     |
| 4    | Real Jaén C. F. (A)   | 64   | 38 | 17 | 13 | 8  | 52 | 31 | +21  | Acceso a Promoción de ascenso     |
| 5    | Polideportivo Almería | 63   | 38 | 18 | 9  | 11 | 48 | 40 | +8   |                                   |
| 6    | Dos Hermanas C. F.    | 59   | 38 | 14 | 17 | 7  | 40 | 30 | +10  |                                   |
| 7    | Guadix C. F.          | 57   | 38 | 15 | 12 | 11 | 57 | 46 | +11  |                                   |
| 8    | R. B. Linense         | 56   | 38 | 13 | 17 | 8  | 36 | 51 | −15  |                                   |
| 9    | U. D. Melilla         | 55   | 38 | 14 | 13 | 11 | 44 | 33 | +11  |                                   |
| 10   | Motril C. F.          | 53   | 38 | 15 | 8  | 15 | 50 | 44 | +6   |                                   |
| 11   | C. D. Manchego (D)    | 49   | 38 | 11 | 16 | 11 | 41 | 41 | 0    | Descenso a Tercera División       |
| 12   | Cádiz C. F.           | 45   | 38 | 10 | 15 | 13 | 23 | 27 | −4   |                                   |
| 13   | Jerez C. F.           | 44   | 38 | 11 | 11 | 16 | 40 | 47 | −7   |                                   |
| 14   | Écija Balompié        | 44   | 38 | 11 | 11 | 16 | 29 | 40 | −11  |                                   |
| 15   | Coria C. F.           | 43   | 38 | 12 | 7  | 19 | 29 | 51 | −22  |                                   |
| 16   | Talavera C. F.        | 39   | 38 | 9  | 12 | 17 | 40 | 55 | −15  | Acceso a Promoción de permanencia |
| 17   | Real Betis "B" (D)    | 39   | 38 | 8  | 15 | 15 | 37 | 56 | −19  | Descenso a Tercera División       |
| 18   | C. P. Cacereño (D)    | 38   | 38 | 9  | 11 | 18 | 29 | 45 | −16  | Descenso a Tercera División       |
| 19   | Sevilla F. C. "B" (D) | 29   | 38 | 5  | 14 | 19 | 31 | 52 | −21  | Descenso a Tercera División       |
| 20   | Águilas C. F. (D)     | 27   | 38 | 6  | 9  | 23 | 26 | 57 | −31  | Descenso a Tercera División       |

 Fuente: BDFutbol
Criterios de clasificación: Puntos · Enfrentamientos directos · Diferencia de goles · Goles a favor · Play-off
Notas:
1. ↑  El C. D. Manchego fue disuelto al finalizar la temporada debido a motivos económicos.[1]

#### Resultados
| Local \ Visitante     | AGU | BET | CAC | CAD | CEU | COR | DOS | ECI | GRA | GUA | JAE | JER | LIN | MAN | MEL | MOT | POL | SEV | TAL | XER |
| --------------------- | --- | --- | --- | --- | --- | --- | --- | --- | --- | --- | --- | --- | --- | --- | --- | --- | --- | --- | --- | --- |
| Águilas C. F.         | —   | 0–1 | 2–0 | 0–1 | 0–1 | 0–1 | 1–4 | 1–0 | 2–2 | 3–1 | 1–1 | 3–1 | 1–1 | 0–1 | 1–2 | 0–1 | 2–1 | 0–2 | 2–4 | 0–2 |
| Real Betis "B"        | 0–0 | —   | 1–1 | 0–0 | 3–3 | 4–0 | 0–0 | 1–0 | 0–1 | 1–3 | 0–2 | 2–2 | 0–2 | 1–0 | 1–0 | 0–0 | 0–1 | 1–1 | 0–3 | 0–3 |
| C. P. Cacereño        | 1–1 | 2–2 | —   | 0–1 | 0–2 | 1–0 | 0–2 | 1–0 | 2–1 | 1–1 | 0–0 | 3–1 | 0–1 | 0–0 | 2–0 | 1–1 | 1–3 | 2–0 | 0–0 | 0–1 |
| Cádiz C. F.           | 1–0 | 1–0 | 1–0 | —   | 0–1 | 1–2 | 0–0 | 1–2 | 0–1 | 0–2 | 0–1 | 3–0 | 1–0 | 0–0 | 0–0 | 3–1 | 0–0 | 1–1 | 0–0 | 1–0 |
| A. D. Ceuta           | 0–0 | 1–1 | 3–0 | 3–1 | —   | 2–1 | 2–0 | 3–0 | 0–0 | 1–0 | 3–2 | 3–3 | 1–0 | 3–0 | 1–1 | 1–0 | 1–1 | 0–0 | 4–1 | 1–1 |
| Coria C. F.           | 3–1 | 0–3 | 2–3 | 0–0 | 0–1 | —   | 1–1 | 1–0 | 1–0 | 2–1 | 1–0 | 1–3 | 0–1 | 0–1 | 1–0 | 1–2 | 1–0 | 0–2 | 1–2 | 1–0 |
| Dos Hermanas C. F.    | 1–0 | 2–0 | 1–2 | 1–1 | 2–0 | 1–1 | —   | 0–0 | 0–1 | 1–1 | 1–0 | 1–1 | 1–1 | 2–1 | 0–0 | 1–2 | 0–1 | 2–1 | 1–0 | 1–1 |
| Écija Balompié        | 3–0 | 0–0 | 1–0 | 0–0 | 0–1 | 1–1 | 1–1 | —   | 0–1 | 1–1 | 2–1 | 1–4 | 1–0 | 3–0 | 2–1 | 1–0 | 0–1 | 2–1 | 1–0 | 0–0 |
| Granada C. F.         | 3–0 | 3–1 | 1–0 | 0–0 | 1–0 | 2–0 | 1–2 | 2–0 | —   | 2–1 | 1–1 | 1–0 | 1–0 | 4–0 | 2–2 | 1–0 | 1–1 | 5–2 | 2–0 | 1–1 |
| Guadix C. F.          | 3–0 | 3–3 | 2–0 | 1–0 | 1–1 | 0–0 | 1–1 | 2–1 | 2–0 | —   | 2–3 | 0–0 | 0–0 | 1–1 | 0–1 | 2–0 | 4–1 | 4–0 | 2–4 | 1–4 |
| Real Jaén C. F.       | 3–1 | 2–2 | 0–0 | 1–0 | 3–0 | 2–0 | 2–0 | 3–1 | 2–1 | 1–1 | —   | 2–3 | 0–0 | 0–0 | 2–1 | 1–1 | 1–0 | 0–0 | 1–1 | 1–0 |
| Jerez C. F.           | 2–1 | 2–0 | 1–0 | 2–0 | 1–0 | 0–1 | 0–0 | 0–1 | 0–1 | 1–0 | 1–3 | —   | 0–0 | 2–2 | 1–1 | 0–1 | 2–0 | 0–0 | 0–1 | 1–2 |
| R. B. Linense         | 0–1 | 1–0 | 3–2 | 1–1 | 0–3 | 1–1 | 1–1 | 1–1 | 2–2 | 1–0 | 0–3 | 0–0 | —   | 0–0 | 1–0 | 1–0 | 1–0 | 5–2 | 2–1 | 0–0 |
| C. D. Manchego        | 0–0 | 1–2 | 1–1 | 1–0 | 0–2 | 4–1 | 0–0 | 0–0 | 1–3 | 4–0 | 1–0 | 3–1 | 1–1 | —   | 0–2 | 1–0 | 1–1 | 0–0 | 3–0 | 1–2 |
| U. D. Melilla         | 3–0 | 3–0 | 2–0 | 0–0 | 0–0 | 1–1 | 1–2 | 2–0 | 0–0 | 1–1 | 1–1 | 1–0 | 2–1 | 2–2 | —   | 0–1 | 2–2 | 1–0 | 2–1 | 4–1 |
| Motril C. F.          | 2–0 | 3–1 | 3–1 | 2–0 | 3–2 | 3–0 | 1–1 | 3–0 | 1–1 | 2–4 | 2–0 | 3–1 | 1–3 | 3–3 | 1–2 | —   | 1–2 | 1–0 | 3–3 | 2–3 |
| Polideportivo Almería | 1–1 | 6–1 | 1–0 | 2–1 | 0–2 | 3–0 | 2–1 | 2–1 | 1–0 | 2–4 | 2–1 | 1–0 | 1–1 | 0–0 | 1–0 | 1–0 | —   | 2–1 | 2–0 | 0–1 |
| Sevilla F. C. "B"     | 3–1 | 1–1 | 0–1 | 1–1 | 0–0 | 0–1 | 1–2 | 1–1 | 0–1 | 1–2 | 0–3 | 2–3 | 1–1 | 0–1 | 1–0 | 1–0 | 3–3 | —   | 1–1 | 0–1 |
| Talavera C. F.        | 0–0 | 2–2 | 1–1 | 0–1 | 0–1 | 2–0 | 0–1 | 1–1 | 1–3 | 0–1 | 0–2 | 1–1 | 0–1 | 1–6 | 2–1 | 0–0 | 2–0 | 1–1 | —   | 1–0 |
| Xerez C. D.           | 1–0 | 1–2 | 2–0 | 1–1 | 1–1 | 2–1 | 1–2 | 2–0 | 2–1 | 1–2 | 1–1 | 2–0 | 1–1 | 3–0 | 1–2 | 1–0 | 2–0 | 1–0 | 5–3 | —   |

## Promoción de ascenso a Segunda División
- Se clasifican los siguientes equipos a la promoción de ascenso:

| Pos                                              | Grupo I             | Grupo II                  | Grupo III      | Grupo IV     |
| ------------------------------------------------ | ------------------- | ------------------------- | -------------- | ------------ |
| 1º                                               | Universidad LPGC CF | Gimnástica de Torrelavega | CF Gandía      | Granada CF   |
| 2º                                               | CD Ourense          | Real Zaragoza "B"         | Real Murcia CF | AD Ceuta     |
| 3º                                               | Racing de Ferrol    | Burgos CF                 | UDA Gramenet   | Xerez CD     |
| 4º                                               | CD Mensajero        | Barakaldo CF              | Hércules CF    | Real Jaén CF |
| En negrita equipos que suben a Segunda División. |                     |                           |                |              |

## Promoción de permanencia
- Se clasifican los siguientes equipos a la promoción de permanencia:

| Real Avilés Industrial                              | Real Unión Club | Novelda CF | Talavera CF |
| En negrita equipo que desciende a Tercera División. |                 |            |             |

## Resumen
Ascienden a Segunda división:
| - Real Jaén Club de Fútbol | - Real Murcia Club de Fútbol | - Racing Club de Ferrol | - Universidad de Las Palmas de Gran Canaria Club de Fútbol |

Descienden a Tercera división: 
| Grupo I - Real Avilés Industrial Club de Fútbol - Unión Deportiva Lanzarote - Real Oviedo "B" - Sociedad Deportiva Gimnástica Segoviana - Club Deportivo Móstoles | Grupo II - Club Bermeo - Real Valladolid Club de Fútbol "B" - Club de Fútbol Figueruelas - Club Deportivo Izarra | Grupo III - Valencia Club de Fútbol "B" - Yeclano Club de Fútbol - Ontinyent Club de Fútbol - Lorca Club de Fútbol | Grupo IV - Club Deportivo Manchego - Real Betis Balompié "B" - Club Polideportivo Cacereño - Sevilla Fútbol Club "B" - Águilas Club de Fútbol |

Campeones de Segunda División B (título honorífico y en trofeo que no garantiza el ascenso):
| - Universidad de Las Palmas de Gran Canaria Club de Fútbol | - Real Sociedad Gimnástica de Torrelavega | - Club de Fútbol Gandía | - Granada Club de Fútbol |

## Copa del Rey
Los cinco primeros clasificados de cada grupo, exceptuando a los filiales, y los dos siguientes equipos con mejor puntuación en todos los grupos se clasifican para la siguiente edición de la Copa del Rey. La plaza de los filiales la ocupan los siguientes equipos mejor clasificados.